# JAL 웨이즈의 운항 노선
2010년 12월 1일 합병전까지 JAL 웨이즈의 다음과 같은 노선을 운항하였다.

## 운항 노선

### 아시아

#### 동아시아
- 일본
  - 도쿄 - 나리타 국제공항 허브
  - 오사카 - 간사이 국제공항 제2 허브
  - 주부 - 주부 센토레아 국제공항

#### 동남아시아
- 베트남
  - 하노이 - 노이바이 국제공항
  - 호치민 시 - 떤선녓 국제공항
- 인도네시아
  - 자카르타 - 수카르노 하타 국제공항
  - 덴파사르 - 응우라라이 국제공항
- 태국
  - 방콕 - 수완나품 국제공항
- 필리핀
  - 마닐라 - 니노이 아키노 국제공항

#### 남아시아
- 인도
  - 델리 - 인디라 간디 국제공항

### 아메리카
- 미국
  - 호놀룰루 - 호놀룰루 국제공항
  - 코나 - 코나 국제공항

### 오세아니아

#### 오스트랄라시아
- 오스트레일리아
  - 시드니 - 시드니 킹스포드 스미스 국제공항
  - 브리즈번 - 브리즈번 공항

#### 미크로네시아
- 괌
  - 괌 - 앤토니오 B. 원 팻 국제공항

## 단항 노선

### 아시아

#### 동아시아
- 일본
  - 오사카 - 오사카 국제공항
  - 니가타 - 니가타 공항
  - 삿포로 - 신치토세 공항
  - 센다이 - 센다이 공항
  - 후쿠오카 - 후쿠오카 공항
  - 히로시마 - 히로시마 공항

#### 동남아시아
- 태국
  - 방콕 - 돈므앙 국제공항

### 오세아니아
- 누벨칼레도니
  - 누메아 - 누메아 라 톤투타 국제공항
- 북마리아나 제도
  - 사이판 - 사이판 국제공항